# Championnat de France de football de troisième division 2016-2017
Navigation
National 2015-2016 National 2017-2018
La saison 2016-2017 de National est la vingt-quatrième édition du Championnat de France de football National. Le troisième niveau du football français oppose cette saison dix-huit clubs en une série de trente-quatre rencontres jouées d'août 2016 à mai 2017. C'est le plus haut échelon auquel peuvent accéder les équipes amateurs puisqu'au-delà, les clubs doivent avoir le statut professionnel pour participer au Championnat de France de football de Ligue 2.

## Clubs participants
| \| Créteil Paris FC Marseille Consolat Châteauroux Dunkerque Boulogne-sur-Mer Avranches Chambly Béziers Sedan CA Bastia Belfort Les Herbiers Épinal Quevilly-Rouen Lyon-Duchère Pau Concarneau \| Localisation des clubs |
| Créteil Paris FC Marseille Consolat Châteauroux Dunkerque Boulogne-sur-Mer Avranches Chambly Béziers Sedan CA Bastia Belfort Les Herbiers Épinal Quevilly-Rouen Lyon-Duchère Pau Concarneau                              |

| \| Chambly Créteil Paris FC \| Localisation des clubs franciliens engagés en National. |
| Chambly Créteil Paris FC                                                               |

### Relégations, promotions et décisions administratives
Selon le règlement le championnat comprend, outre les clubs classés entre la quatrième et la quatorzième place lors de la saison 2015-2016, les trois clubs relégués de Ligue 2 et les quatre clubs promus du championnat de France amateur (CFA). Le club des Herbiers, pourtant 15e en fin de saison, est repêché à la suite de l'abandon du Vendée Luçon Football, ainsi que celui d'Épinal, 17e, à la suite de la rétrogradation d'Évian Thonon Gaillard en CFA et de la mise en liquidation des Sports réunis Colmar qui aurait dû en bénéficier.

### Liste des clubs participants
Le tableau suivant liste les clubs participants, leur budget, leur entraîneur, et leur stade.
| Club                        | En National depuis | Classement 2015-2016 | Budget (en M€) | Entraîneur         | Depuis | Stade                         | Capacité |
| --------------------------- | ------------------ | -------------------- | -------------- | ------------------ | ------ | ----------------------------- | -------- |
| US Créteil-Lusitanos        | 2016               | 19e (Ligue 2)        | 4              | Stéphane Le Mignan | 2017   | Stade Dominique-Duvauchelle   | 12 150   |
| Paris FC                    | 2016               | 20e (Ligue 2)        | 5              | Réginald Ray       | 2016   | Stade Charléty                | 20 000   |
| Marseille Consolat          | 2014               | 4e                   | 0,8            | Eric Chelle        | 2016   | Stade La Martine              | 1 990    |
| LB Châteauroux              | 2015               | 5e                   | 3,8            | Michel Estevan     | 2016   | Stade Gaston-Petit            | 17 072   |
| USL Dunkerque               | 2013               | 6e                   | 2,2            | Didier Santini     | 2016   | Stade Marcel-Tribut           | 4 200    |
| US Boulogne CO              | 2012               | 7e                   | 2,1            | Alain Pochat       | 2016   | Stade de la Libération        | 13 726   |
| US Avranches                | 2014               | 8e                   | 1,6            | Damien Ott         | 2015   | Stade René-Fenouillère        | 2 000    |
| FC Chambly                  | 2014               | 9e                   | 1,6            | Bruno Luzi         | 2001   | Stade des Marais              | 1 000    |
| AS Béziers                  | 2015               | 10e                  | 1,5            | Mathieu Chabert    | 2015   | Parc des Sports de Sauclières | 12 000   |
| CS Sedan Ardennes           | 2015               | 12e                  | 2,95           | Nicolas Usaï       | 2016   | Stade Louis-Dugauguez         | 24 389   |
| CA Bastia                   | 2014               | 13e                  | 1,2            | Stéphane Rossi     | 2015   | Stade Erbajolo                | 2 000    |
| ASM Belfort                 | 2015               | 14e                  | 1,2            | Maurice Goldman    | 2013   | Stade Roger-Serzian           | 5 500    |
| Les Herbiers VF             | 2015               | 15e                  | 1,8            | Frédéric Reculeau  | 2016   | Stade Massabielle             | 5 000    |
| SAS Épinal                  | 2014               | 17e                  | 1,3            | Xavier Collin      | 2015   | Stade de la Colombière        | 7 200    |
| US Quevilly-Rouen Métropole | 2016               | 1er (CFA Gr A)       | 1,8            | Emmanuel Da Costa  | 2001   | Stade Robert-Diochon          | 12 018   |
| AS Lyon-Duchère             | 2016               | 1er (CFA Gr B)       | 1,5            | Karim Mokeddem     | 2014   | Stade de la Duchère           | 5 438    |
| Pau FC                      | 2016               | 1er (CFA Gr C)       | 1,65           | David Vignes       | 2014   | Stade du Hameau               | 13 966   |
| US Concarneau               | 2016               | 1er (CFA Gr D)       | 1,3            | Nicolas Cloarec    | 2015   | Stade Guy Piriou              | 6 200    |

## Règlement du championnat

### Barème des points
- 3 points pour une victoire
- 1 point pour un match nul
- 0 point pour une défaite

### Promotions et relégations
À l'issue des 34 journées du championnat selon le classement :
- Les équipes classées de la 1re à la 2e place sont promues en Ligue 2
- L'équipe classée troisième doit disputer un match de barrage contre le 18e de Ligue 2 et le gagner pour monter en Ligue 2[6].
- Les équipes classées de la 4e à la 14e place participeront à nouveau au Championnat de National
- Les équipes classées de la 15e à 18e place sont reléguées en CFA

### Règles de classements
En cas d'égalité de points au classement, les équipes sont départagés selon les critères suivants :
- Résultat lors des faces-à-faces
- Différence de buts lors des faces-à-faces
- Différence de buts générale
- Nombre de buts inscrits dans la compétition
- Classement selon le Carton Bleu (Classement du fair-play)
- Tirage au sort

## Classement général et résultats

### Classement
Les équipes sont classées selon leur nombre de points, lesquels sont répartis comme suite : trois points pour une victoire, un point pour un match nul, zéro point pour une défaite et zéro point en cas de forfait. Pour départager les égalités, les critères suivants seront utilisés
1. Faces-à-faces
2. Différence de buts lors des faces-à-faces
3. Différence de buts générale
4. Nombre de buts marqués
5. Fair-play
6. Tirage au sort

Le championnat National se déroule comme la Ligue 1 et Ligue 2.
L'exception notable est à la différence de buts.
Dans les championnats amateurs français, c'est la différence de buts particulière qui domine en cas d'égalité de points au classement final.
| Rang | Équipe                        | Pts | J  | G  | N  | P  | Bp | Bc | Diff |
| ---- | ----------------------------- | --- | -- | -- | -- | -- | -- | -- | ---- |
| 1    | LB Châteauroux                | 59  | 34 | 16 | 11 | 7  | 43 | 35 | +8   |
| 2    | US Quevilly-Rouen Métropole P | 58  | 34 | 15 | 13 | 6  | 50 | 37 | +13  |
| 3    | Paris FC R                    | 54  | 34 | 15 | 9  | 10 | 30 | 18 | +12  |
| 4    | Marseille Consolat            | 54  | 34 | 16 | 6  | 12 | 52 | 44 | +8   |
| 5    | FC Chambly Oise               | 54  | 34 | 14 | 12 | 8  | 42 | 34 | +8   |
| 6    | USL Dunkerque                 | 53  | 34 | 15 | 8  | 11 | 51 | 37 | +14  |
| 7    | AS Lyon-Duchère P             | 50  | 34 | 14 | 8  | 12 | 40 | 37 | +3   |
| 8    | AS Béziers                    | 50  | 34 | 14 | 8  | 12 | 44 | 41 | +3   |
| 9    | US Boulogne CO                | 49  | 34 | 13 | 10 | 11 | 47 | 38 | +9   |
| 10   | US Avranches                  | 46  | 34 | 12 | 10 | 12 | 47 | 46 | +1   |
| 11   | US Concarneau P               | 46  | 34 | 13 | 7  | 14 | 38 | 43 | -5   |
| 12   | US Créteil-Lusitanos R        | 42  | 34 | 12 | 6  | 16 | 40 | 49 | -9   |
| 13   | Les Herbiers VF               | 39  | 34 | 8  | 15 | 11 | 38 | 42 | -4   |
| 14   | Pau FC P                      | 38  | 34 | 8  | 14 | 12 | 28 | 37 | -9   |
| 15   | SAS Epinal                    | 37  | 34 | 8  | 13 | 13 | 33 | 39 | -6   |
| 16   | CA Bastia                     | 36  | 34 | 9  | 9  | 16 | 34 | 53 | -19  |
| 17   | CS Sedan Ardennes             | 35  | 34 | 9  | 8  | 17 | 39 | 52 | -13  |
| 18   | ASM Belfort                   | 31  | 34 | 8  | 7  | 19 | 32 | 46 | -14  |

Promotions et relégations
- Promotion en Ligue 2 2017-2018
- Barrages de promotion  en Ligue 2
- Relégation en National 2 2017-2018

Abréviations
- P : Promu de CFA 2015-2016
- R : Relégué de Ligue 2 2015-2016

### Résultats
Le tableau suivant récapitule les résultats « aller » et « retour » du championnat :
| Résultats (▼dom., ►ext.)                                   | USA | CAB | BEL | BEZ | BOU | CHA | LBC | USC | CON | CRE | DUN | EPI | HER | LYO | PFC | PAU | QRM | CSSA |
| US Avranches                                               |     | 2-0 | 2-1 | 2-1 | 1-3 | 0-2 | 0-1 | 3-0 | 2-0 | 0-2 | 3-3 | 4-1 | 2-2 | 0-2 | 0-1 | 1-1 | 0-1 | 1-1  |
| CA Bastia                                                  | 1-2 |     | 0-0 | 0-4 | 1-1 | 0-2 | 2-0 | 3-2 | 3-2 | 4-0 | 0-4 | 0-0 | 1-2 | 0-1 | 1-0 | 2-1 | 1-1 | 2-0  |
| ASM Belfort                                                | 2-2 | 2-2 |     | 0-1 | 0-2 | 0-0 | 0-1 | 0-1 | 3-2 | 1-0 | 2-3 | 1-0 | 0-1 | 0-1 | 0-2 | 0-1 | 0-1 | 1-2  |
| AS Béziers                                                 | 2-3 | 1-1 | 3-2 |     | 2-1 | 5-2 | 0-1 | 3-1 | 1-1 | 1-1 | 1-0 | 1-2 | 1-0 | 2-3 | 1-0 | 0-2 | 2-1 | 2-1  |
| US Boulogne CO                                             | 1-2 | 0-0 | 1-1 | 2-0 |     | 1-0 | 1-1 | 4-0 | 1-2 | 0-1 | 0-1 | 0-0 | 3-0 | 1-2 | 0-1 | 3-0 | 2-2 | 2-1  |
| FC Chambly                                                 | 3-1 | 1-0 | 3-2 | 0-0 | 0-0 |     | 0-0 | 3-3 | 2-1 | 2-1 | 1-1 | 0-1 | 1-1 | 2-1 | 2-0 | 0-0 | 4-0 | 1-2  |
| LB Châteauroux                                             | 2-1 | 5-0 | 3-1 | 1-2 | 1-0 | 1-1 |     | 2-0 | 2-1 | 1-1 | 0-1 | 0-5 | 1-1 | 0-0 | 0-5 | 1-0 | 0-3 | 2-2  |
| US Concarneau                                              | 1-0 | 1-0 | 1-0 | 2-1 | 3-0 | 1-1 | 1-1 |     | 2-0 | 1-3 | 1-3 | 1-1 | 0-0 | 0-0 | 1-0 | 0-3 | 1-2 | 2-0  |
| Marseille Consolat                                         | 2-1 | 3-2 | 1-2 | 2-1 | 4-1 | 1-0 | 1-3 | 1-0 |     | 0-2 | 3-2 | 0-0 | 1-1 | 0-0 | 2-1 | 2-1 | 2-2 | 3-0  |
| US Créteil-Lusitanos                                       | 2-2 | 2-1 | 0-1 | 0-3 | 0-1 | 3-0 | 1-2 | 0-3 | 2-1 |     | 1-3 | 0-0 | 2-3 | 2-1 | 1-3 | 3-1 | 1-1 | 1-0  |
| USL Dunkerque                                              | 3-0 | 1-3 | 0-0 | 3-0 | 3-3 | 0-0 | 1-1 | 3-0 | 1-2 | 2-1 |     | 0-1 | 2-1 | 3-0 | 1-0 | 0-0 | 1-2 | 2-0  |
| SAS Épinal                                                 | 0-1 | 1-1 | 0-1 | 0-0 | 2-4 | 3-5 | 0-2 | 2-0 | 2-4 | 0-1 | 1-0 |     | 1-1 | 2-1 | 0-0 | 1-1 | 1-2 | 1-1  |
| Les Herbiers VF                                            | 1-1 | 2-0 | 1-2 | 1-1 | 1-2 | 0-1 | 0-2 | 3-1 | 2-1 | 2-2 | 1-0 | 0-0 |     | 1-1 | 0-1 | 2-2 | 1-2 | 3-1  |
| AS Lyon-Duchère                                            | 2-2 | 1-0 | 0-2 | 3-0 | 1-2 | 2-0 | 0-2 | 0-2 | 1-1 | 2-0 | 4-1 | 3-2 | 2-1 |     | 1-1 | 1-0 | 1-1 | 0-1  |
| Paris FC                                                   | 0-1 | 1-0 | 1-0 | 0-0 | 1-2 | 2-0 | 0-1 | 1-0 | 1-0 | 2-0 | 1-0 | 1-0 | 0-0 | 1-0 |     | 0-1 | 0-0 | 1-1  |
| Pau FC                                                     | 0-0 | 0-0 | 2-1 | 0-1 | 0-0 | 1-1 | 1-1 | 0-0 | 0-2 | 1-2 | 1-1 | 1-0 | 2-0 | 0-1 | 1-1 |     | 2-2 | 2-1  |
| US Quevilly-Rouen                                          | 1-1 | 1-2 | 4-2 | 1-1 | 2-1 | 0-1 | 1-1 | 0-3 | 0-2 | 1-0 | 2-0 | 1-1 | 1-1 | 3-1 | 1-1 | 5-0 |     | 2-0  |
| CS Sedan Ardennes                                          | 1-4 | 7-1 | 1-1 | 2-0 | 2-2 | 0-1 | 2-1 | 0-2 | 0-2 | 3-2 | 1-2 | 1-2 | 1-1 | 2-1 | 0-0 | 2-0 | 0-1 |      |
| - Victoire à domicile - Match nul - Victoire à l'extérieur |     |     |     |     |     |     |     |     |     |     |     |     |     |     |     |     |     |      |

### Barrages de promotion
Le match de barrage de promotion entre le troisième de National et le dix-huitième de Ligue 2 prend place le mardi 23 mai et le dimanche 28 mai. Le vainqueur de ce barrage obtient une place pour le Ligue 2 tandis que le perdant va en National. Le Paris FC échoue à la promotion en perdant 2 buts à 0 contre l'US Orléans sur l'ensemble des deux matchs. Le Paris FC sera tout de même promu en Ligue 2 quelques semaines plus tard à la suite de la rétrogradation du SC Bastia.
| Match aller             | (N1) Paris FC | 0 - 1   | US Orléans (L2) | Stade Charléty, Paris                                              |                                                                    |
| Mardi 23 mai 2017 20:45 |               | (0 - 0) | 49e Sami        | Diffuseur : Canal+ Sport, beIN Sports 1 Arbitrage : Clément Turpin | Diffuseur : Canal+ Sport, beIN Sports 1 Arbitrage : Clément Turpin |
| Mardi 23 mai 2017 20:45 | Rapport       |         |                 | Diffuseur : Canal+ Sport, beIN Sports 1 Arbitrage : Clément Turpin | Diffuseur : Canal+ Sport, beIN Sports 1 Arbitrage : Clément Turpin |

| Match retour               | (L2) US Orléans | 1 - 0   | Paris FC (N1) | Stade de la Source, Orléans                                         |                                                                     |
| Dimanche 28 mai 2017 18:00 | Nabab 76e       | (0 - 0) |               | Diffuseur : Canal+ Sport, beIN Sports 1 Arbitrage : Frank Schneider | Diffuseur : Canal+ Sport, beIN Sports 1 Arbitrage : Frank Schneider |
| Dimanche 28 mai 2017 18:00 | Rapport         |         |               | Diffuseur : Canal+ Sport, beIN Sports 1 Arbitrage : Frank Schneider | Diffuseur : Canal+ Sport, beIN Sports 1 Arbitrage : Frank Schneider |

## Statistiques

### Classement des buteurs
Le tableau suivant liste les joueurs selon le classement des buteurs pour la saison 2016-2017 de National.
| Rang | Buteur                      | Club                        | Buts Note 1 | Pen. Note 2 | Ratio Note 3 |
| ---- | --------------------------- | --------------------------- | ----------- | ----------- | ------------ |
| 1    | Umut Bozok                  | Marseille Consolat          | 18          | 9           | 0,58         |
| 2    | Mehdy Guezoui               | US Quevilly-Rouen Métropole | 15          | 4           | 0,47         |
| 3    | Adama Sarr Malik Tchokounté | Les Herbiers USL Dunkerque  | 12          | 2 1         | 0,43 0,43    |

| Mis à jour au 19 mai 2017. 1 : Nombre de buts inscrits incluant le nombre de pénaltys 2 : Nombre de pénaltys 3 : Ratio (buts inscrits/matchs joués) |

### Buts marqués par journée
Ce graphique représente le nombre de buts marqués lors de chaque journée

### Affluences

#### Meilleures affluences de la saison
| Rang | Match                                    | Journée | Date     | Affluence |
| ---- | ---------------------------------------- | ------- | -------- | --------- |
| 1    | CS Sedan Ardennes - US Avranches         | J34     | 19.05.17 | 12 694    |
| 2    | LB Châteauroux - Les Herbiers VF         | J34     | 19.05.17 | 12 247    |
| 3    | LB Châteauroux - FC Chambly Oise         | J29     | 14.04.17 | 7 445     |
| 4    | LB Châteauroux - Pau FC                  | J32     | 05.05.17 | 7 342     |
| 5    | LB Châteauroux - Paris FC                | J25     | 17.03.17 | 7 033     |
| 6    | Quevilly-Rouen Métropole - USL Dunkerque | J33     | 12.05.17 | 6 677     |
| 7    | LB Châteauroux - US Concarneau           | J30     | 22.04.17 | 6 580     |
| 8    | LB Châteauroux - USL Dunkerque           | J12     | 04.11.16 | 6 111     |
| 9    | CS Sedan Ardennes - CA Bastia            | J32     | 04.05.17 | 4 248     |
| 10   | CS Sedan Ardennes - US Boulogne          | J30     | 21.04.17 | 3 936     |

#### Affluences journée par journée
Ce graphique représente le nombre de spectateurs lors de chaque journée

### Évolution du classement
| Journées / Clubs     | 1  | 2  | 3  | 4  | 5  | 6  | 7  | 8  | 9  | 10 | 11 | 12 | 13 | 14 | 15 | 16 | 17 | 18 | 19 | 20 | 21 | 22 | 23 | 24 | 25 | 26 | 27 | 28 | 29 | 30 | 31 | 32 | 33 | 34 | Journées promouvable | Journées relégable |
|                      |    |    |    |    |    |    |    |    |    |    |    |    |    |    |    |    |    |    |    |    |    |    |    |    |    |    |    |    |    |    |    |    |    |    |                      |                    |
| -------------------- | -- | -- | -- | -- | -- | -- | -- | -- | -- | -- | -- | -- | -- | -- | -- | -- | -- | -- | -- | -- | -- | -- | -- | -- | -- | -- | -- | -- | -- | -- | -- | -- | -- | -- | -------------------- | ------------------ |
| US Avranches         | 8  | 5  | 4  | 3  | 2  | 6  | 9  | 6  | 7  | 7  | 7  | 8  | 9  | 9  | 7  | 9  | 9  | 10 | 13 | 13 | 14 | 15 | 16 | 13 | 12 | 13 | 13 | 13 | 12 | 12 | 11 | 11 | 11 | 10 | 2                    | 2                  |
| CA Bastia            | 3  | 2  | 10 | 11 | 8  | 9  | 7  | 10 | 12 | 11 | 10 | 11 | 8  | 7  | 8  | 5  | 7  | 8  | 6  | 8  | 9  | 10 | 10 | 11 | 13 | 12 | 12 | 11 | 13 | 13 | 14 | 16 | 14 | 16 | 2                    | 2                  |
| ASM Belfort          | 14 | 15 | 16 | 17 | 14 | 15 | 15 | 14 | 14 | 15 | 16 | 16 | 17 | 16 | 16 | 17 | 16 | 16 | 16 | 17 | 16 | 16 | 15 | 16 | 16 | 16 | 17 | 17 | 16 | 18 | 18 | 18 | 18 | 18 |                      | 29                 |
| AS Béziers           | 5  | 3  | 3  | 6  | 9  | 7  | 10 | 11 | 10 | 10 | 11 | 12 | 13 | 14 | 13 | 14 | 10 | 9  | 8  | 10 | 8  | 9  | 9  | 9  | 9  | 10 | 8  | 9  | 10 | 10 | 10 | 8  | 9  | 7  | 2                    |                    |
| US Boulogne CO       | 15 | 16 | 15 | 9  | 6  | 4  | 4  | 7  | 4  | 2  | 3  | 5  | 2  | 1  | 1  | 1  | 3  | 3  | 5  | 4  | 3  | 7  | 6  | 7  | 8  | 6  | 7  | 4  | 6  | 7  | 8  | 10 | 8  | 9  | 9                    | 3                  |
| FC Chambly           | 6  | 7  | 6  | 5  | 5  | 3  | 3  | 2  | 2  | 3  | 4  | 4  | 6  | 2  | 4  | 6  | 4  | 5  | 7  | 6  | 5  | 3  | 4  | 4  | 3  | 5  | 5  | 8  | 9  | 9  | 9  | 7  | 6  | 5  | 7                    |                    |
| LB Châteauroux       | 2  | 11 | 8  | 7  | 10 | 10 | 8  | 8  | 5  | 4  | 2  | 3  | 4  | 5  | 6  | 8  | 8  | 6  | 3  | 3  | 6  | 4  | 1  | 2  | 4  | 3  | 3  | 3  | 4  | 3  | 2  | 2  | 2  | 1  | 15                   |                    |
| US Concarneau        | 10 | 4  | 1  | 2  | 3  | 2  | 1  | 1  | 1  | 1  | 1  | 1  | 1  | 3  | 2  | 2  | 1  | 1  | 1  | 1  | 1  | 2  | 5  | 8  | 6  | 7  | 6  | 5  | 3  | 5  | 7  | 9  | 10 | 11 | 21                   |                    |
| Marseille Consolat   | 12 | 18 | 18 | 13 | 16 | 18 | 13 | 13 | 11 | 12 | 13 | 10 | 11 | 12 | 11 | 10 | 12 | 14 | 12 | 12 | 11 | 8  | 8  | 5  | 7  | 9  | 9  | 6  | 5  | 6  | 5  | 5  | 5  | 4  |                      | 4                  |
| US Créteil-Lusitanos | 17 | 10 | 11 | 14 | 12 | 12 | 12 | 9  | 9  | 9  | 8  | 7  | 7  | 10 | 10 | 12 | 14 | 12 | 11 | 11 | 12 | 14 | 13 | 12 | 14 | 14 | 14 | 14 | 14 | 14 | 13 | 12 | 12 | 12 |                      | 1                  |
| USL Dunkerque        | 7  | 6  | 2  | 1  | 1  | 1  | 2  | 4  | 8  | 5  | 5  | 2  | 5  | 6  | 3  | 3  | 5  | 7  | 9  | 7  | 2  | 1  | 3  | 3  | 2  | 1  | 2  | 2  | 2  | 2  | 4  | 3  | 3  | 6  | 20                   |                    |
| SA Épinal            | 13 | 12 | 13 | 15 | 18 | 17 | 18 | 18 | 16 | 17 | 17 | 17 | 15 | 17 | 15 | 15 | 17 | 17 | 17 | 16 | 17 | 17 | 17 | 17 | 17 | 18 | 18 | 18 | 17 | 15 | 17 | 15 | 17 | 15 |                      | 31                 |
| Les Herbiers VF      | 18 | 13 | 12 | 16 | 13 | 14 | 16 | 17 | 15 | 16 | 15 | 13 | 14 | 11 | 14 | 11 | 11 | 13 | 15 | 15 | 15 | 13 | 14 | 15 | 11 | 11 | 11 | 11 | 11 | 11 | 12 | 13 | 13 | 13 |                      | 11                 |
| AS Lyon-Duchère      | 4  | 1  | 5  | 4  | 4  | 8  | 5  | 3  | 6  | 8  | 9  | 9  | 10 | 8  | 9  | 7  | 6  | 4  | 4  | 5  | 7  | 7  | 7  | 6  | 5  | 4  | 4  | 7  | 8  | 4  | 3  | 6  | 7  | 8  | 3                    |                    |
| Paris FC             | 1  | 9  | 9  | 10 | 11 | 11 | 11 | 12 | 13 | 13 | 14 | 15 | 16 | 15 | 17 | 16 | 13 | 11 | 10 | 9  | 10 | 11 | 11 | 10 | 10 | 8  | 10 | 10 | 7  | 8  | 6  | 4  | 4  | 3  | 2                    | 5                  |
| Pau FC               | 11 | 14 | 14 | 12 | 17 | 13 | 14 | 15 | 17 | 14 | 12 | 14 | 12 | 13 | 12 | 13 | 15 | 15 | 14 | 14 | 13 | 12 | 12 | 14 | 15 | 15 | 15 | 15 | 15 | 16 | 16 | 17 | 16 | 14 |                      | 14                 |
| US Quevilly-Rouen    | 16 | 8  | 7  | 8  | 7  | 5  | 6  | 5  | 3  | 6  | 6  | 6  | 3  | 4  | 5  | 4  | 2  | 2  | 2  | 2  | 4  | 5  | 2  | 1  | 1  | 2  | 1  | 1  | 1  | 1  | 1  | 1  | 1  | 2  | 18                   | 1                  |
| CS Sedan Ardennes    | 9  | 17 | 17 | 18 | 15 | 16 | 17 | 16 | 18 | 18 | 18 | 18 | 18 | 18 | 18 | 18 | 18 | 18 | 18 | 18 | 18 | 18 | 18 | 18 | 18 | 17 | 16 | 16 | 18 | 17 | 15 | 14 | 15 | 17 |                      | 32                 |

### Trophées du National
Pour cette troisième édition des trophées du National, la Fédération française de football (FFF) a décerné plusieurs distinctions individuelles à l'issue du vote de l'ensemble des entraîneurs et des capitaines des dix-huit équipes participantes au championnat National.
- Meilleur joueur de champ :  Mehdy Guezoui (US Quevilly-Rouen)
- Meilleur entraineur :  Emmanuel Da Costa (US Quevilly-Rouen)
- Meilleur gardien de but :  Simon Pontdemé (FC Chambly)
- Meilleur buteur :  Umut Bozok (Marseille Consolat)
- Plus beau but de la saison :  Razak Boukari (LB Châteauroux)

Onze joueurs ont également été choisis pour former l'équipe type du National pour la saison 2016-2017.

## Diffusion télé et web
Pour la saison 2016-2017, 17 matches ont été retransmis sur Canal+ Sport et 14 sur Foot+, rassemblant en moyenne 48 000 téléspectateurs. Les autres matches sont retransmis sur internet sur la plateforme FFFtv, rassemblant en moyenne 2444 spectateurs par match.